# God’s Creatures
God’s Creatures ist ein Filmdrama von Anna Rose Holmer und Saela Davis, das im Mai 2022 bei den Internationalen Filmfestspielen in Cannes seine Premiere feierte und Ende September 2022 in die US-Kinos kam. In Deutschland erschien der Film Ende September 2023 beim Streamingdienst Paramount+.

## Handlung
Aileen O’Hara lebt in einem regengepeitschten irischen Fischerdorf und ist Vorarbeiterin in der örtlichen Fischverarbeitungsfabrik am Dock. Ihre erwachsene Tochter Erin, ihr Schwiegersohn und deren Baby leben immer noch bei ihr und ihrem Mann Con, der als Fischer arbeitet. Die Männer in der Küstengemeinde kümmern sich um die Austernbänke oder fangen in ihren Currachs Lachse, die leicht zum Spielball des Wetters werden können. Kürzlich ist ein junger Fischer im Meer ertrunken, und die Gemeinde ist von seinem Tod tief betroffen. Als Aileen zur Gedenkfeier geht, taucht in der Kneipe unerwartet ihr Sohn Brian auf, der das Dorf vor Jahren verlassen hatte, um sein Glück in Australien zu suchen.
Auch wenn sie die ganze Zeit keinen Kontakt hatten, freut sich Aileen über seine Rückkehr. Er zieht wieder bei ihnen ein und nimmt die von ihm einst verhasste Arbeit als Fischer wieder auf. Er will Großvater Paddys nicht mehr existierende Austernfarm wiederbeleben. Erin und Con sind von all dem nicht ganz so begeistert wie Aileen, und auch ihre Kollegin und Erins Freundin Sarah, eine ehemalige Beziehung von Brian, hält Abstand zu ihm.
Eines Nachts wird Aileen auf die Polizeiwache gerufen, um eine Aussage zu machen. Gegen ihren Sohn soll Anklage wegen Vergewaltigung erhoben werden. Wer das Opfer ist, kann Aileen bereits erahnen. Sie entscheidet sich, ihrem Sohn ein Alibi für die fragliche Tatnacht zu geben. Bald schon wird Aileen von Zweifeln gequält, ob sie ihren mütterlichen Instinkten folgend richtig gehandelt hat.

## Produktion

### Regie und Drehbuch
Regie führten die US-Amerikanerinnen Saela Davis und Anna Rose Holmer. Fodhla Cronin O’Reilly, die Produzentin des Films, wuchs in einem irischen Fischerdorf auf. Das Drehbuch schrieb Shane Crowley, ein Absolvent der National Film and Television School. O’Reilly und er kannten sich seit ihrem 12. Lebensjahr und hatten immer geplant, die Geschichten über die Gegend, aus der sie kommen, zu erzählen.

### Besetzung und Dreharbeiten

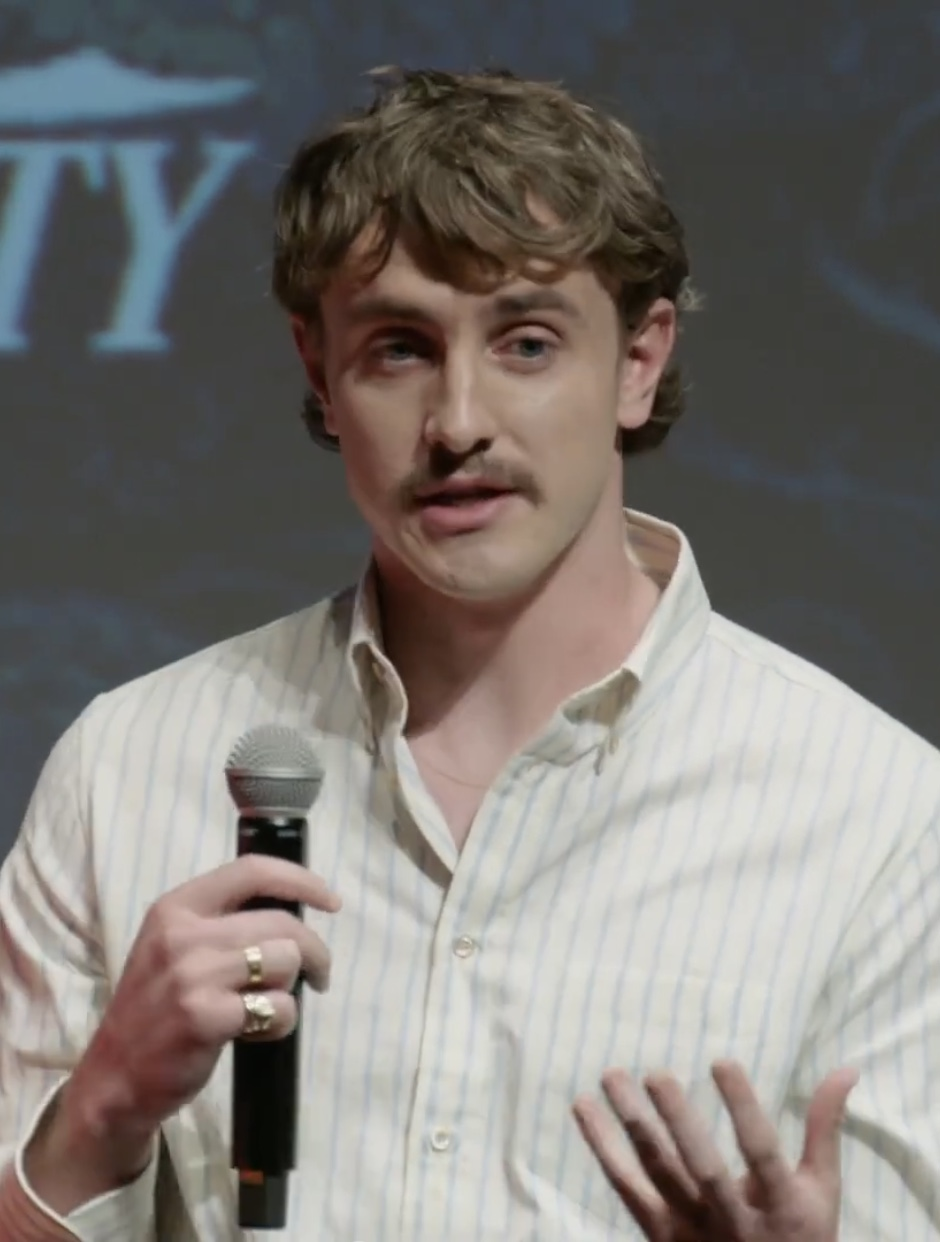
Paul Mescal bei der Premiere des Films in Cannes

In den Hauptrollen sind Emily Watson als Aileen O’Hara, Paul Mescal als ihr Sohn Brian und Aisling Franciosi in der Rolle von Sarah zu sehen. Declan Conlon spielt Brians Vater Con und Lalor Roddy den demenzkranken Großvater Paddy. Toni O’Rourke ist in der Rolle von Brians Schwester Erin zu sehen, die eng mit Sarah befreundet ist.
Die Aufnahmen entstanden ab Mai 2021 im County Donegal in Irland. Als Kameramann fungierte Chayse Irvin, als Filmeditorin Julia Bloch.

### Filmmusik und Veröffentlichung
Die Filmmusik komponierten Danny Bensi und Saunder Jurriaans, die in der Vergangenheit gemeinsam an einer Reihe von Filmen beteiligt waren, unter anderem an The Gift, Boy Erased, The Discovery, Wolfpack oder Edison. Das Soundtrack-Album mit insgesamt 15 Musikstücken soll am 26. Mai 2023 von Lakeshore Records als Download veröffentlicht werden.
Die Premiere erfolgte am 19. Mai 2022 bei den Internationalen Filmfestspielen in Cannes, wo der Film in der Quinzaine des Réalisateurs gezeigt wurde. Mescal war auch in dem dort ebenfalls gezeigten Filmdrama Aftersun von Charlotte Wells zu sehen. Mitte August 2022 stellte A24 einen ersten Trailer vor. Am 30. September 2022 kam der Film in ausgewählte US-Kinos. Im Oktober 2022 wurde God’s Creatures bei „Film at Lincoln Center“ vorgestellt. Anfang März 2023 wurde der Film beim Glasgow Film Festival gezeigt. Ende Juni 2023 wurde er beim Filmfest München vorgestellt. Am 29. September 2023 erschien er in Deutschland digital auf Paramount+.

## Rezeption

### Altersfreigabe

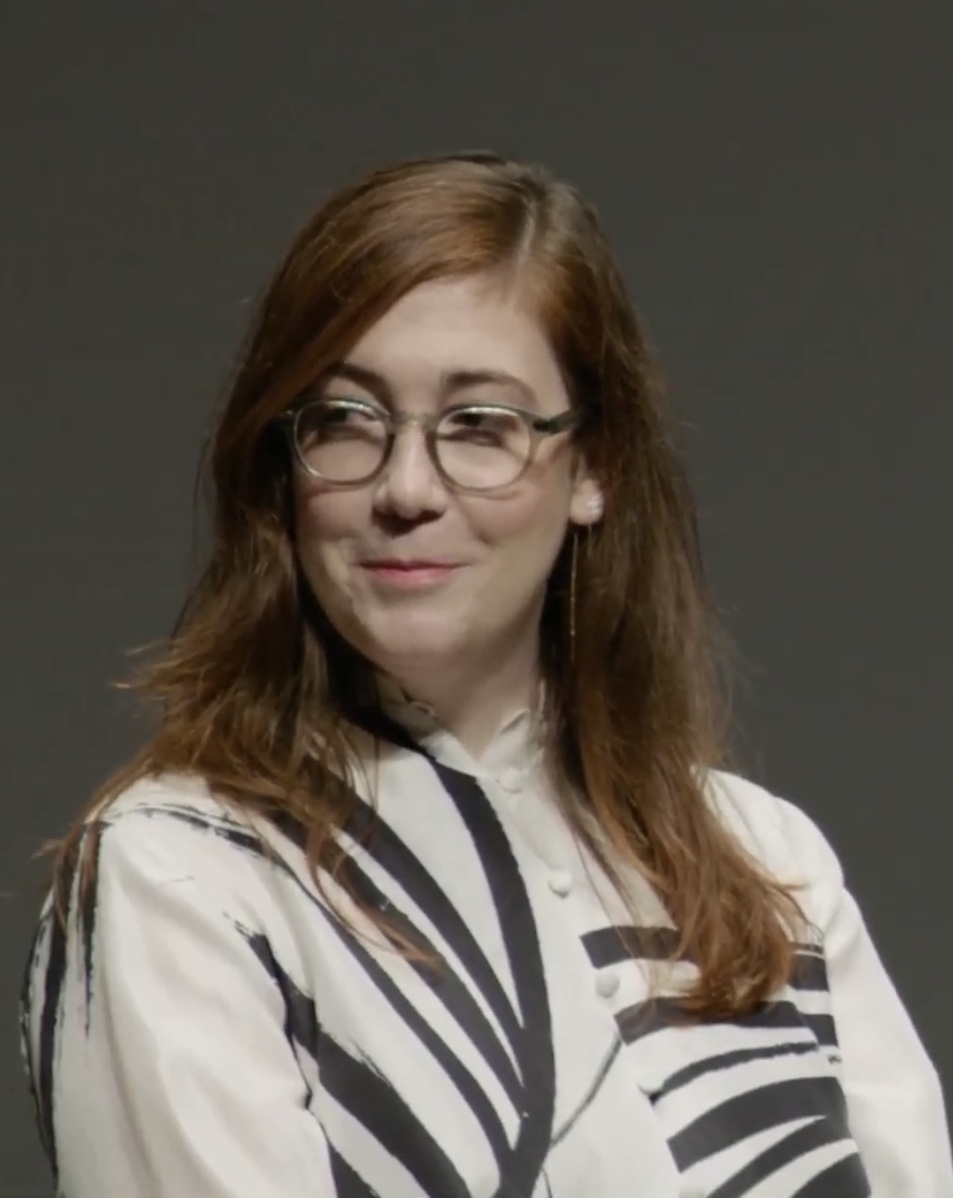
Regisseurin Anna Rose Holmer bei der Vorstellung des Films in Cannes

In den USA erhielt der Film von der MPAA ein R-Rating, was einer Freigabe ab 17 Jahren entspricht.

### Kritiken
Von den bei Rotten Tomatoes aufgeführten Kritiken sind 90 Prozent positiv bei einer durchschnittlichen Bewertung mit 7,2 von 10 möglichen Punkten. Auf Metacritic erhielt der Film einen Metascore von 69 von 100 möglichen Punkten.
David Rooney von The Hollywood Reporter schreibt in seiner Kritik, der aufgepeitschte Atlantik vor der irischen Küste diene in God's Creatures als Kulisse für eine klassische Tragödie, in der das heilige Band zwischen einer Mutter und ihrem Sohn zerbrochen wird. Anna Rose Holmer und Saela Davis würden in ihrem Film einen fast dokumentarischen Blick auf die harte Arbeit der Austernernte werfen und die Faszination für das Alltägliche und für alle Aspekte des Dorflebens, der Arbeit in der Fischfabrik und der Zusammenkünfte in der Dorfkneipe zum Ausdruck bringen, was an Filme wie Man of Aran von Robert J. Flaherty erinnere.

### Auszeichnungen

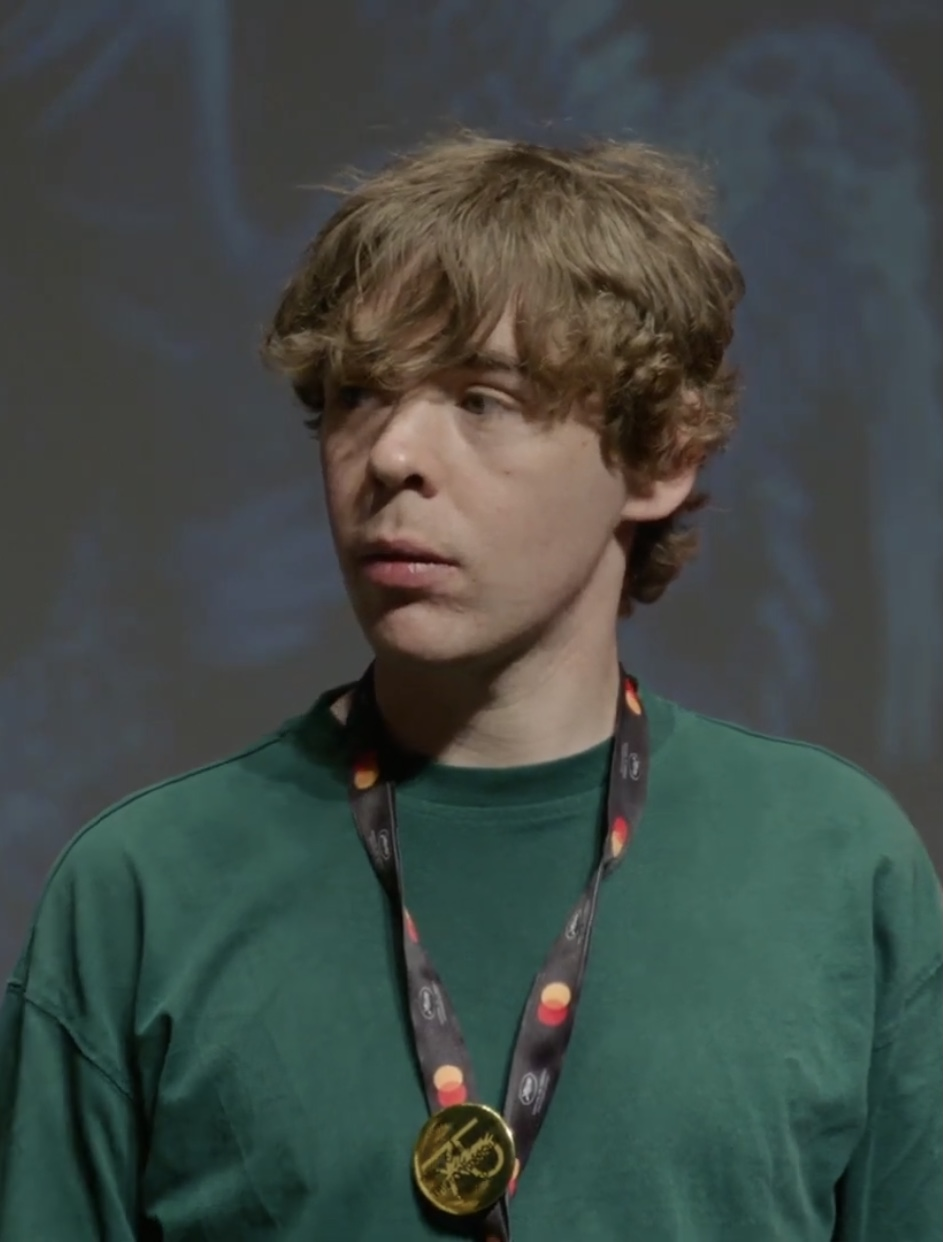
Shane Crowley schrieb das Drehbuch

British Independent Film Awards 2022
- Nominierung für das Beste Drehbuchdebüt (Shane Crowley)
- Nominierung als Beste Hauptdarstellerin (Emily Watson)
- Nominierung als Beste Nebendarstellerin (Aisling Franciosi)
- Nominierung als Bester Nebendarsteller (Paul Mescal)
- Nominierung für die Beste Filmmusik (Danny Bensi und Saunder Jurriaans)

Filmfest München 2023
- Nominierung im Wettbewerb Cinemasters[23]

Irish Film & Television Awards 2023
- Nominierung als Bester Film
- Nominierung für das Beste Drehbuch (Shane Crowley)
- Nominierung als Bester Nebendarsteller (Paul Mescal)
- Nominierung als Beste Nebendarstellerin (Aisling Franciosi)
- Nominierung als Beste internationale Schauspielerin (Emily Watson)[24][25]

London Critics’ Circle Film Awards 2024
- Nominierung als Bester britischer Darsteller (Paul Mescal)[26]